# François Sterchele
François Sterchele, född 14 mars 1982 i Liège, död 8 maj 2008 i Beveren, var en belgisk fotbollsspelare som spelade för den belgiska klubben Club Brugge KV. Säsongen 2006/07 vann han den belgiska högstaligan, Jupiler Leagues skytteliga.
Tidigt på morgonen den 8 maj 2008 avled Sterchele omedelbart i en singelolycka när hans Porsche kraschade med ett träd. Club Brugge, Stercheles klubb, beslutade att dra in tröjnummer 23 till hans ära.